# A.P.D. Ribelle 1927
Associazione Polisportiva Dilettantistica Ribelle 1927, thường được gọi là Ribelle, là một câu lạc bộ bóng đá Ý có trụ sở tại Castiglione di Ravenna, một phần của Ravenna, Emilia-Romagna.

## Lịch sử

### Thành lập
Câu lạc bộ được thành lập vào năm 1927.

### Serie D
Trong mùa 2013-14, đội lần đầu tiên được thăng hạng, từ Eccellenza Emilia-Romagna / B đến Serie D / D.

## Màu sắc và huy hiệu
Màu sắc của đội là trắng và xanh.

## Danh hiệu
- Eccellenza Emilia-Romagna / B: 2013-14